# ショウナンラグーン
ショウナンラグーンは、日本の競走馬である。馬名の意味は冠名に遠浅の海。主な勝ち鞍は2014年の青葉賞。

## 経歴

### デビュー前
調教師の大久保洋吉がメジロドーベルの血統が欲しくてオーナーの国本哲秀に頼み、セレクトセールで落札してもらっていた。

### 2歳（2013年）
デビュー戦は8月4日の函館競馬場芝1800m戦で7着に敗れた。4ヶ月の休み明けとなった12月21日の中山の未勝利戦（芝2000m）で2戦目にして初勝利を果たした。

### 3歳（2014年）
緒戦で格上挑戦となった京成杯は前につけるも13着に敗れ、以後500万下に出走も2着1回、3着2回とあと一歩で勝利を逃した。そしてダービートライアルの青葉賞は最後1番人気だったワールドインパクトを差しきって重賞初制覇を果たした。東京優駿では道中後方からメンバー中最速の上がり3ハロン33.9の脚で追い上げるも6着だった。
秋初戦のセントライト記念8着、続く菊花賞は5着で3歳シーズンを終えた。

### 4歳以後（2015年-2016年）
4歳となっての初戦万葉ステークスは1番人気に支持されるも4着、続くアメリカジョッキークラブカップは15着に終わる。その後はダイヤモンドステークスを目標にされたが、屈腱炎を発症していることが判明し、休養を余儀なくされる。
2016年7月のマレーシアカップで復帰を果たすが、成績が上がらず2016年10月のオクトーバーステークスを最後に現役を引退した。引退後は当初茨城県ひたちなか市のセント乗馬クラブにて乗馬となる予定と報じられたが、のちに福島県相馬市の相馬中村神社で乗馬となった。
2019年から乗馬クラブクレイン千葉 富里に所属していることが確認できる。

## 競走成績
以下の内容は、netkeiba.comに基づく。
| 競走日     | 競馬場 | 競走名           | 格       | 距離（馬場）  | 頭 数 | 枠 番 | 馬 番 | オッズ （人気） | 着順 | タイム （上り3F） | 着差 | 騎手     | 斤量 | 1着馬（2着馬）       |
| ---------- | ------ | ---------------- | -------- | ------------- | ----- | ----- | ----- | --------------- | ---- | ----------------- | ---- | -------- | ---- | -------------------- |
| 2013.08.04 | 函館   | 2歳新馬          |          | 芝1800m（良） | 12    | 6     | 8     | 032.70（8人）   | 07着 | 01:55.4（35.8）   | -1.1 | 吉田豊   | 54kg | バウンスシャッセ     |
| 0000.12.21 | 中山   | 2歳未勝利        |          | 芝2000m（稍） | 18    | 5     | 10    | 026.20（9人）   | 01着 | 02:04.4（36.2）   | -0.0 | 吉田豊   | 55kg | (マイネルヴェルト)   |
| 2014.01.19 | 中山   | 京成杯           | GIII     | 芝2000m（良） | 16    | 3     | 5     | 078.2（15人）   | 13着 | 02:02.5（38.0）   | -1.4 | 吉田豊   | 56kg | プレイアンドリアル   |
| 0000.02.23 | 東京   | セントポーリア賞 | 500万下  | 芝2000m（良） | 10    | 8     | 10    | 076.0（10人）   | 03着 | 02:02.4（33.4）   | -0.2 | 吉田豊   | 56kg | ヴォルシェーブ       |
| 0000.03.16 | 中山   | 3歳500万下       |          | 芝2000m（良） | 14    | 3     | 4     | 009.40（4人）   | 02着 | 02:04.0（34.7）   | -0.0 | 吉田豊   | 56kg | シャドウダンサー     |
| 0000.04.05 | 中山   | 山吹賞           | 500万下  | 芝2200m（稍） | 16    | 2     | 3     | 005.20（2人）   | 03着 | 02:16.0（34.8）   | -0.3 | 吉田豊   | 56kg | トーセンマタコイヤ   |
| 0000.05.03 | 東京   | 青葉賞           | GII      | 芝2400m（良） | 18    | 6     | 11    | 053.1（10人）   | 01着 | 02:26.5（33.8）   | -0.0 | 吉田豊   | 56kg | (ワールドインパクト) |
| 0000.06.01 | 東京   | 東京優駿         | GI       | 芝2400m（良） | 17    | 3     | 6     | 032.00（9人）   | 06着 | 02:25.1（33.9）   | -0.5 | 吉田豊   | 57kg | ワンアンドオンリー   |
| 0000.09.21 | 新潟   | セントライト記念 | GII      | 芝2200m（良） | 18    | 2     | 4     | 031.70（7人）   | 08着 | 02:12.4（35.2）   | -0.7 | 吉田豊   | 56kg | イスラボニータ       |
| 0000.10.26 | 京都   | 菊花賞           | GI       | 芝3000m（良） | 18    | 3     | 6     | 018.50（6人）   | 05着 | 03:01.8（34.6）   | -0.8 | 吉田豊   | 57kg | トーホウジャッカル   |
| 2015.01.05 | 京都   | 万葉S            | OP       | 芝3000m（良） | 13    | 6     | 8     | 002.40（1人）   | 04着 | 03:08.6（33.7）   | -0.1 | 吉田豊   | 56kg | ステラウインド       |
| 0000.01.25 | 中山   | AJCC             | GII      | 芝2200m（良） | 17    | 8     | 17    | 023.60（5人）   | 15着 | 02:14.7（34.6）   | -1.1 | 吉田豊   | 56kg | クリールカイザー     |
| 2016.07.16 | 中京   | マレーシアC      | 1600万下 | 芝2000m（良） | 12    | 7     | 10    | 035.90（9人）   | 12着 | 02:02.7（36.8）   | -2.4 | 松若風馬 | 57kg | アングライフェン     |
| 0000.08.20 | 新潟   | 日本海S          | 1600万下 | 芝2200m（良） | 17    | 8     | 17    | 022.60（7人）   | 10着 | 02:16.7（34.5）   | -1.4 | 吉田豊   | 57kg | ヴォルシェーブ       |
| 0000.10.10 | 東京   | オクトーバーS    | 1600万下 | 芝2400m（良） | 10    | 1     | 1     | 019.40（7人）   | 10着 | 02:28.7（34.0）   | -0.9 | 吉田豊   | 57kg | トーセンバジル       |

## 血統表
| ショウナンラグーンの血統（*印は海外産の日本輸入馬） | ショウナンラグーンの血統（*印は海外産の日本輸入馬） | ショウナンラグーンの血統（*印は海外産の日本輸入馬） | （血統表の出典）        | （血統表の出典） |
| 父系                                                | ロベルト系                                          | ロベルト系                                          | ロベルト系              | [ § 2 ]          |
| 父 *シンボリクリスエス 1999 黒鹿毛                  | 父の父Kris S. 1977 黒鹿毛                           | Roberto                                             | Hail to Reason          | Hail to Reason   |
| 父 *シンボリクリスエス 1999 黒鹿毛                  | 父の父Kris S. 1977 黒鹿毛                           | Roberto                                             | Bramalea                |                  |
| 父 *シンボリクリスエス 1999 黒鹿毛                  | 父の父Kris S. 1977 黒鹿毛                           | Sharp Queen                                         | Princequillo            | Princequillo     |
| 父 *シンボリクリスエス 1999 黒鹿毛                  | 父の父Kris S. 1977 黒鹿毛                           | Sharp Queen                                         | Bridgework              |                  |
| 父 *シンボリクリスエス 1999 黒鹿毛                  | 父の母Tee Kay 1991 黒鹿毛                           | Gold Meridian                                       | Seattle Slew            | Seattle Slew     |
| 父 *シンボリクリスエス 1999 黒鹿毛                  | 父の母Tee Kay 1991 黒鹿毛                           | Gold Meridian                                       | Queen Louie             |                  |
| 父 *シンボリクリスエス 1999 黒鹿毛                  | 父の母Tee Kay 1991 黒鹿毛                           | Tri Argo                                            | Tri Jet                 | Tri Jet          |
| 父 *シンボリクリスエス 1999 黒鹿毛                  | 父の母Tee Kay 1991 黒鹿毛                           | Tri Argo                                            | Hail Proudly            |                  |
| 母 メジロシャレード 2006 鹿毛                       | 母の父マンハッタンカフェ 1998 青鹿毛                | *サンデーサイレンス                                 | Halo                    | Halo             |
| 母 メジロシャレード 2006 鹿毛                       | 母の父マンハッタンカフェ 1998 青鹿毛                | *サンデーサイレンス                                 | Wishing Well            |                  |
| 母 メジロシャレード 2006 鹿毛                       | 母の父マンハッタンカフェ 1998 青鹿毛                | *サトルチェンジ                                     | Law Society             | Law Society      |
| 母 メジロシャレード 2006 鹿毛                       | 母の父マンハッタンカフェ 1998 青鹿毛                | *サトルチェンジ                                     | Santa Luciana           |                  |
| 母 メジロシャレード 2006 鹿毛                       | 母の母メジロドーベル 1994 鹿毛                      | メジロライアン                                      | アンバーシャダイ        | アンバーシャダイ |
| 母 メジロシャレード 2006 鹿毛                       | 母の母メジロドーベル 1994 鹿毛                      | メジロライアン                                      | メジロチェイサー        |                  |
| 母 メジロシャレード 2006 鹿毛                       | 母の母メジロドーベル 1994 鹿毛                      | メジロビューティー                                  | *パーソロン             | *パーソロン      |
| 母 メジロシャレード 2006 鹿毛                       | 母の母メジロドーベル 1994 鹿毛                      | メジロビューティー                                  | メジロナガサキ          |                  |
| 母系(F-No.)                                         | メジロボサツ系(FN:10-d)                             | メジロボサツ系(FN:10-d)                             | メジロボサツ系(FN:10-d) | [ § 3 ]          |
| 5代内の近親交配                                     | Hail to Reason 4×5                                  | Hail to Reason 4×5                                  | Hail to Reason 4×5      | [ § 4 ]          |
| 出典                                                | 1. 2. 3. 4.                                         | 1. 2. 3. 4.                                         | 1. 2. 3. 4.             | 1. 2. 3. 4.      |

- 祖母のメジロドーベルはオークス、秋華賞の4歳牝馬2冠（当時）を初め3歳から6歳まで（当時）牝馬GIを5度制している。